# Курант, Курт
Курт Курант (нем. Curt Courant, 11 мая 1899, Берлин – 20 апреля 1968, Лос-Анджелес) – немецкий, французский и американский кинооператор.

## Биография
Из еврейской семьи. Начинал в немом кино ассистентом оператора на фильмах Джо Мая, в его же фильме Женщина с Кавказа (1917) дебютировал как главный оператор и в дальнейшем не раз сотрудничал с ним. Много снимал также с режиссёром Эриком Лундом.
С 1933 года — в эмиграции. Работал, в основном, во Франции и США, в том числе — с крупнейшими режиссёрами.
Племянник — бельгийский кинооператор Вилли Курант.

## Избранная фильмография
- 1922: Пётр Великий (Дмитрий Буховецкий)
- 1929: Пылающее сердце
- 1929: Женщина на Луне (Фриц Ланг)
- 1929: Женщина, которая желанна
- 1930: Белый дьявол (Александр Волков)
- 1931: Певец неизвестен (Виктор Туржанский)
- 1932: Cœur de lilas (Анатоль Литвак)
- 1933: Луковка (Клод Отан-Лара, по оперетте Рейнальдо Ана)
- 1933 : Cette vieille canaille (Анатоль Литвак)
- 1933: Le voleur (Морис Турнёр)
- 1934: Амок (Фёдор Оцеп, по новелле Ст. Цвейга)
- 1934: Человек, который слишком много знал (Альфред Хичкок)
- 1935: The Passing of the Third Floor Back (Бертольд Фиртель)
- 1937: Ложь Нины Петровны (Виктор Туржанский)
- 1938: Княжна Тараканова (Фёдор Оцеп, Марио Сольдати)
- 1938: Шанхайская драма (Георг Вильгельм Пабст)
- 1938: Мальтийский дом
- 1938: Человек-зверь (Жан Ренуар по роману Золя; в соавторстве с Клодом Ренуаром)
- 1938: День начинается (Марсель Карне; в соавторстве с Филиппом Агостини)
- 1939: Луиза (Абель Ганс)
- 1940: От Майерлинга до Сараево (Макс Офюльс)
- 1947: Месье Верду (Чарли Чаплин)
- 1962: It Happened in Athens (Эндрю Мартон)